# Mieczysław Bartniczak
Mieczysław Bartniczak (ur. 23 maja 1935 w Drozdowie, zm. 27 maja 1999 w Ostrowi Mazowieckiej) – polski historyk, doktor nauk humanistycznych w zakresie historii, nauczyciel, regionalista i badacz historii Ziemi Ostrowskiej.

## Życiorys
Urodził się 23 maja 1935 w rodzinie chłopskiej w miejscowości Drozdowo. Uczęszczał do Państwowego Liceum Pedagogicznego w Radzyminie. Przez pewien czas pracował w Wydziale Kultury Prezydium Powiatowej Rady Narodowej w Ostrowi Mazowieckiej. Następnie ukończył Studium Nauczycielskie w Toruniu na kierunku geograficzno-biologicznym. Był nauczycielem w szkołach podstawowych nr 1 i nr 2 w Ostrowi Mazowieckiej i w Korespondencyjnym Liceum Ogólnokształcącym. Pracował także jako funkcjonariusz lokalnych struktur PZPR. W 1969, mając 34 lata, przeszedł na rentę inwalidzką. Od tamtej pory w pełni poświęcił się pracy badawczej.
Zainteresowania naukowe Bartniczaka koncentrowały się na różnych obszarach historii regionalnej. Swoją uwagę poświęcił obliczu krajoznawczo-historycznemu Puszczy Białej i powiatu ostrowskiego, dziejom walk narodowowyzwoleńczych w widłach Narwi i Bugu, ze szczególnym uwzględnieniem powstania styczniowego, okupacji niemieckiej na Ziemi Ostrowskiej, obwodowi AK „Opocznik” oraz innym organizacjom podziemnym. Podejmował także takie tematy jak współpraca społeczno-kulturalna na prowincji, czy też rola nauczyciela w badaniach regionalnych.
Mieczysław Bartniczak z powodzeniem rozwijał także działalność publicystyczną i popularyzatorską. Jego teksty ukazywały się w takich czasopismach jak „Mówią Wieki”, „Geografia w Szkole”, „Przyroda Polska”, „Turystyka”, „Wszechświat”, „Ziemia Mazowiecka”, „Zapiski Ciechanowskie”, „Nowa Wieś”, „Trybuna Mazowiecka”.
Dbał również o rozwój badań dotyczących historii regionu. W 1962 stał się również jednym z założycieli Towarzystwa Przyjaciół Ziemi Ostrowskiej i przez wiele lat pełnił funkcję sekretarza, a następnie przewodniczącego sekcji badań regionalnych.
Dał się poznać jako pasjonat regionu. W jednej ze swoich publikacji pisał następująco:

W czasie wycieczek można podziwiać piękny krajobraz, w którym dominują Puszcza Biała oraz Bug od okolic Nura po Brańszczyk i zakole Narwi między Ostrymkołem Dworskim a Lubielem Nowym. Znajdują się tu cenne pamiątki, jak interesujące obiekty archeologiczne, miejsca walk i męczeństwa, pomniki, płyty, krzyże powstańcze, mogiły. Świadczą one, że poprzednie pokolenia wpisały w ostrowskie krajobrazy wiele ważnych wydarzeń z lat bliskich i dalekich, które zasługują na popularyzację.

Mieczysław Bartniczak zmarł 27 maja 1999 i został pochowany na cmentarzu parafialnym przy ul. Lubiejewskiej w Ostrowi Mazowieckiej, w sektorze E3, rzędzie 6, nr grobu 15.

## Nagrody i odznaczenia
Mieczysław Bartniczak otrzymał liczne nagrody i wyróżnienia, wśród których należy wyróżnić:
- Krzyż Oficerski Orderu Odrodzenia Polski
- Medal Komisji Edukacji Narodowej
- Złoty Medal Opiekuna Miejsc Pamięci Narodowej
- Złota Odznaka „Za zasługi dla Województwa Warszawskiego”
- nagrodę Polskiego Towarzystwa Historycznego I stopnia[2]

## Wybrane publikacje
- M. Bartniczak, Grądy i Komorowo 1941–1944: z dziejów Stalagów 324 i 333 – Ostrów Mazowiecka, Warszawa 1968.
- M. Bartniczak, Brok i okolice, Ostrołęka–Warszawa 1980.
- M. Bartniczak, Od Andrzejewa do Pecynki 1939–1944, Warszawa 1984.
- M. Bartniczak, Ostrów Mazowiecka i okolice: panorama historyczno-krajoznawcza, Warszawa 1987.
- M. Bartniczak, Lipniak Majorat oskarża i przypomina, Ostrołęka 1989.